# Ask Me Why
Ask Me Why är en låt av The Beatles, skriven av låtskrivarparet Lennon/McCartney. Den utgavs ursprungligen som B-sida på singeln "Please Please Me" den 11 januari 1963.

## Låten och inspelningen
The Beatles gjorde en provinspelning, som inte finns bevarad, vid sin första inspelningssession för producenten George Martin på Parlophone den 6 juni 1962. Pete Best var då fortfarande bandets trumslagare.
The Beatles framförde låten också i radio (BBC) den 11 juni 1962. Det var den första Lennon-McCartney-komposition som kom att spelas i brittisk radio, vilket skedde den 15 juni samma år.
Låten finns också med de bandupptagningar som gjordes med amatörbandspelare på Star-Club i Hamburg i december 1962.
Låten, som huvudsakligen John Lennons, kom också med på gruppens första LP Please Please Me, som gavs ut i monoversion den 22 mars 1963. Senare kom den också ut i stereo.

## Musiker
- John Lennon - sång, kompgitarr
- Paul McCartney - bas, stämsång
- George Harrison - gitarr, stämsång
- Ringo Starr - trummor

Medverkande enligt Ian MacDonald.